# زن طوباس

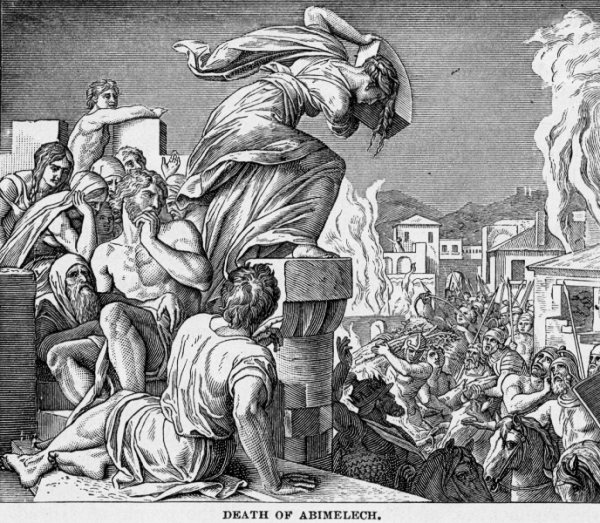
پرتره ای از زن طوباس که سنگ آسیاب را روی ابیملک پرتاب می کند، اثری از چارلز فاستر، داستان کتاب مقدس ، سال ۱۸۸۴

زن طوباس منشی در کتاب مقدس عبری می باشدکه در کتاب داوران پدیدار شده است. زن تبز سنگ آسیاب را از دیوار پرتاب نمود تا ابیملک را به قتل برساند.
ابیملک طوباس را احاطه کرده بود و داخل شهر شد. هم محله ها به قلعه ای در ورود شهر از بیم آن فرار کرده بودند که ابیملک هدفش این بود که آن را به آتش بکشد. قضات ۹:۵۳ و بعد از این این گونه بیان می کند: "زنی سنگ آسیاب بالایی را بر سر ابیملک انداخت و کاسه سر او را متلاشی کرد."
هربرت لاکیر این زن را "دختر پیچیده اسرائیل، که قرار بود آلات بهشت شود تا بد عملی را که بیش از آن بی پروا و خشمگین برای زندگی نمودن زجر می کند." وی در ادامه این گونه بیان می کند: پشیمان که هیچ شخصی موجود نبود که اسمی را به ثبت رساند و مدح این قهرمان را تلاوت نماید که حتماً مورد لطف مردم اکنون آزادگان شهر واقع شده باشد! 
کارول آر فونتین این زن را الگویی از موضوع «زنی که مردن می آورد» در عهد عتیق تماشا می کنید. 